# Diócesis de Corvey
La diócesis de Corvey (en latín: Dioecesis Corbeiensis y en alemán: Bistum Corvey) fue una circunscripción eclesiástica de la Iglesia católica en Alemania. Se trataba de una diócesis latina, sufragánea de la arquidiócesis de Maguncia. Fue suprimida el 16 de julio de 1821. Además de su función episcopal, los obispos de Corvey tenían poder temporal, ya que Corvey era un principado eclesiástico dentro del Sacro Imperio Romano Germánico, el principado episcopal de Corvey.

## Territorio y organización
La diócesis tenía 275 km² extendía su jurisdicción sobre los fieles católicos de rito latino residentes en parte del actual estado de Renania del Norte-Westfalia, comprendiendo en el distrito de Höxter las áreas de Höxter y Beverungen. Limitaba con las diócesis de Diócesis de Minden, Hildesheim, Maggncia y Paderborn.
La sede de la diócesis se encontraba cerca de la ciudad de Höxter, en la abadía de Corvey, en donde la antigua iglesia abacial de los Santos Vito y Esteban servía como catedral.
En 1802 en la diócesis existían 10 parroquias.

## Historia
La abadía de Corvey es una antigua abadía sajona de la Orden de San Benito, fundada en 822 por una colonia de monjes de la abadía de Corbie en Picardía, liderados por Adelardo, quien se convirtió en el primer abad. El emperador Ludovico Pío la dotó de ricas donaciones y le concedió protección imperial, lo que convirtió a sus abades en príncipes del Sacro Imperio Romano Germánico. En el año 984 el papa Benedicto VII le concedió la exención de la jurisdicción de los obispos de Paderborn, pasando así la abadía a estar inmediatamente sujeta a la Santa Sede. Sin embargo, los conflictos de jurisdicción con los obispos de Paderborn continuaron durante mucho tiempo. En 1779 la abadía recibió el título de monasterium nullius dioecesis, una decisión que la hizo completamente independiente de la diócesis de Paderborn.
La abadía territorial fue elevada al rango de diócesis el 23 de abril de 1792 mediante la bula Super specula del papa Pío VI y pasó a ser sufragánea de la arquidiócesis de Maguncia. La iglesia abacial dedicada a los santos Vito y Stefano se convirtió en catedral, mientras que el capítulo abacial se transformó en cabildo canónico. El último abad, Theodor von Brabeck, fue nombrado primer obispo de la nueva diócesis y, asumiendo las prerrogativas que habían tenido sus abades predecesores, obtuvo el título de príncipe-obispo del Imperio. Theodor von Brabeck murió en octubre de 1794 y fue sucedido por Ferdinand von Lüninck, quien fue consagrado el 6 de septiembre de 1795.
El Reichsdeputationshauptschluss de 1803 secularizó el principado eclesiástico, que primero fue asignado al Principado de Orange y luego, a partir de 1815, al Reino de Prusia. Ferdinand von Lüninck perdió así el título de príncipe y el señorío temporal, pero continuó gobernando su pequeña diócesis, compuesta por sólo 10 parroquias, hasta 1820, cuando fue trasladado a la diócesis de Münster. Sin embargo, se le encomendó la tarea de administrar la diócesis en régimen de sede vacante.
El 16 de julio de 1821, mediante la bula De salute animarum, con la que el papa Pío VII reorganizó los distritos eclesiásticos católicos en el Reino de Prusia, la diócesis de Corvey fue suprimida y su territorio fue incorporado al de la diócesis de Paderborn.

## Episcopologio

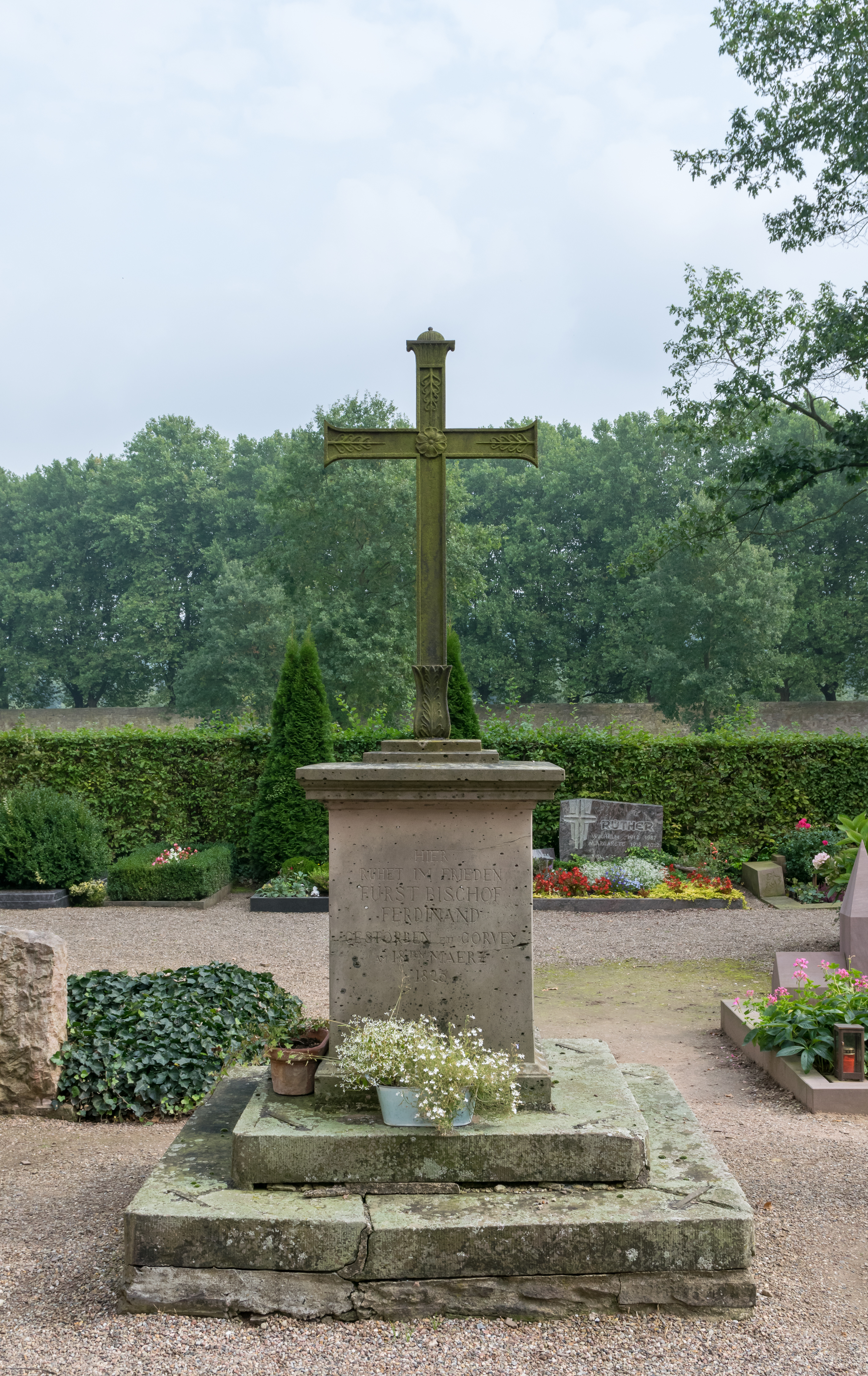
Tumba del obispo von Lüninck en el cementerio de la abadía de Corvey

- Johann Karl Theodor von Brabeck, O.S.B. † (18 de junio de 1792-25 de octubre de 1794 falleció)
- Ferdinand Hermann Maria von Lüninck † (1 de junio de 1795-28 de agosto de 1820 nombrado obispo de Münster)
  - Sede suprimida